# Relaciones Argentina-Montenegro
Las relaciones Argentina–Montenegro se refiere a las relaciones bilaterales entre la República Argentina y la República de Montenegro. Ambas naciones son miembros de las Naciones Unidas.

## Historia
Argentina tiene las comunidades más grandes de montenegrinos étnicos (argentinos montenegrinos) fuera de Europa. A principios de la década de 1900, los montenegrinos del Reino de Montenegro comenzaron a emigrar al país, y hoy en día hay aproximadamente 50.000 montenegrinos y descendientes que viven en Argentina. Actualmente la mayoría de ellos están asentados en la provincia norteña del  Chaco, mientras que la parte restante vive en Buenos Aires, Tandil, Venado Tuerto, y General Madariaga, un pueblo de alrededor de 5.000 habitantes.
Argentina reconoció oficialmente la Independencia de Montenegro el 23 de junio de 2006, y las relaciones diplomáticas se establecieron el 13 de septiembre de 2006. Argentina está acreditada ante Montenegro a través de su embajada en Belgrado, Serbia, y desde 2013, Montenegro tiene una embajada en Buenos Aires, que es la única embajada de Montenegro en América Latina.